# Павлючук, Сергей Всеволодович
Серге́й Все́володович Павлючу́к (бел. Сяргей Усеваладавіч Паўлючук; 14 октября 1966) — советский и белорусский футболист, ныне директор Академии «Динамо» Минск.

## Клубная карьера
Воспитанник белорусского футбола, брестской СДЮСШОР № 5, команды 1966 года рождения, где играл вместе с Александром Грищенко у Эдуарда Покрамовича. Начинал играть в брестском «Динамо».
С 1985 по 1990 играл за минское «Динамо». Участвовал в еврокубках — провёл 2 игры в Кубке обладателей кубков в сезоне 1987/88 и 2 игры в Кубке УЕФА в сезоне 1988/89. Финалист Кубка Федерации футбола СССР 1989, победитель турнира дублирующих составов 1989.
В 1990 вернулся в «Динамо» Брест.
В 1991 играл в «Вересе».
После распада СССР уехал в клуб третьей лиги Польши «Влукняж» из Пабьянице, но вскоре вернулся. С 1992 по 1993 играл в ФК «Беларусь» из Минска. С 1994 по 1995 вновь играл за этот же клуб, который изменил название на «Динамо-93».
С 1996 по 1997 год играл в махачкалинском «Анжи», куда попал по приглашению Эдуарда Малофеева.
После окончания карьеры работал тренером в «Торпедо» Жодино. С 2007 года начальник команды в «Динамо», в 2018 году передал свой пост Виталию Булыге и стал директором клубной Академии.
С 3 по 4 октября 2008 года принимал участие в VI Международном турнире ветеранов «Мемориал Б. П. Бещева».